# Água Viva (álbum de Milad)
Água Viva é o álbum de estreia, independente, do grupo Milad, lançado no outono de 1985.
O disco mescla composições de João Alexandre, Sérgio Pimenta e outros membros do grupo. Não obteve tanta notoriedade como o seu posterior, Milad 1.

## Faixas
1. "Muitos Que Procuram"
2. "Enquanto Eu Calei"
3. "Amo o Senhor"
4. "Vinde a Mim"
5. "Dentro do Peito"
6. "Água Viva"
7. "Volte ao Mar"
8. "Perto Está o Senhor"
9. "Pai Nosso"
10. "Acredite Ou Não"
11. "Feliz Com a Vida"
12. "Coração de Garimpeiro"

## Ficha técnica
- João Alexandre - vocais, violão, guitarra
- José Roberto M. Prado - saxofone, flauta
- Wesley Vasques - vocal
- Marlene Vasques - vocal
- Toninho Zemuner - baixo
- Fernando - bateria
- Beto - percussão
- Cid Caldas - teclado
- Abraham - saxofone
- Nelson P. Jr - vocal
- Nila - vocal
- Valdívia - vocal